# Сула (станція)
Сула́ — проміжна залізнична станція 3 класу Полтавської дирекції Південної залізниці на лінії Бахмач-Пасажирський — Лохвиця.
Розташована в місті Заводське Лохвицького району Полтавської області між станціями Лохвиця (5,5 км) та Юсківці (11 км).

## Історія
Станція заснована 30 вересня 1929 року. Тоді мала назву — Сталінський цукрозавод.

## Пасажирське сполучення
На станції зупиняються: пасажирський поїзд
- Кременчук — Бахмач[3]

потяги місцевого сполучення:
- Ромодан — Бахмач
- Ромодан — Ромни.